# رود آمبا
رود آمبا (انگلیسی: Amba) یک رودخانه در سرزمین پریمورسکی کشور روسیه است.